# کوین کانر
کوین کانر (انگلیسی: Kevin Connor؛ زادهٔ ۱۴ ژوئیهٔ ۱۹۳۷) کارگردان فیلم، تهیه‌کننده و نویسنده اهل بریتانیا است.
از فیلم‌ها یا مجموعه‌های تلویزیونی که وی در آن‌ها نقش داشته‌است، می‌توان به بازگشت شرلوک هلمز، فرانکنشتاین، در آغاز، ریش‌سیاه و مارکو پولو اشاره نمود.